# Trigun Stampede
Trigun Stampede ist eine Anime-Serie aus dem Jahr 2023 und eine Neuverfilmung von Trigun aus dem Jahr 1998. Die bei Studio Orange produzierte, computeranimierte Serie erzählt eine neue Geschichte mit veränderten Figuren.

## Handlung
In ferner Zukunft ziehen die junge Journalistin Meryl Strife und ihr älterer Kollege Roberto de Niro über den Wüstenplaneten Noman's Land mit dem Auftrag, dem Gerücht um den berüchtigten „menschlichen Taifun“ auf den Grund zu gehen: Vash the Stampede. Überall, wo er hinkommt, soll er Chaos, Zerstörung und Tod bringen. Daher ist auch ein hohes Kopfgeld auf ihn ausgesetzt. Was die Menschheit nicht weiß, ist, dass Vash bereits vor 150 Jahren dabei war, als eine Raumschiff-Flotte auf dem Planeten abstürzte und so die Menschen hierher brachte. Er und sein Bruder Knives sind „Plants“, wie sie die Menschen als Energielieferanten nutzen, nur sind die beiden Brüder eigenständig und nicht an ein Gefäß gebunden. Die beiden Journalisten treffen nun bei der Stadt Jeneora Rock den unerwartet fröhlich und harmlos wirkenden Vash, der in einen Kampf mit der Militärpolizei verwickelt ist. Die Bewohner dagegen sehen in ihn einen Helden, da er sich für sie und den Erhalt ihres Plants einsetzt. Meryl und Roberto werden Zeuge, wie Vash mit unerwartetem Geschick mit seiner Waffe die Polizei besiegt. Von ihm erfahren sie, dass er auf der Suche nach seinem Bruder Knives ist. Denn auch wenn Vash dessen beschuldigt wird, ist es Knives, der Plants stiehlt.
Eines der Plants von Jeneora kann Vash nicht mehr retten. Daher wenden sich die Bewohner gegen ihn und wollen das Kopfgeld kassieren, um damit ein neues Plant zu kaufen. Da werden sie von der Nebraska-Familie angegriffen, zwei gefährlichen Kriminellen, die es auf das verbliebene Plant abgesehen haben. Vash verteidigt gemeinsam mit ihren Bewohnern die Stadt. Als im Kampf Gofsef Nebraskas in Lebensgefahr schwebt, will Vash auch ihn retten. Da werden alle vom Bombenleger E.H. Hamilton angegriffen, der Gofsef tötet. Auch Hamilton will das Plant stehlen, wie sich bald herausstellt für Knives. Und auch ihn will Vash nicht töten. Zwar kann er die Bomben entschärfen, aber Hamilton kommt mit dem Plant davon und zerstört große Teile der Stadt. Vash macht sich ebenfalls auf, um gemeinsam mit Meryl und Roberto weiter nach Knives zu suchen. Auf der Reise treffen sie bald auf einen Priester mit einem riesigen Kreuz. Nach dem gemeinsamen Kampf gegen einen Sandwurm stellt er sich als Nicholas D. Wolfwood vor, das Kreuz ist seine riesige Schusswaffe und Magazin. Er schließt sich den dreien an, ohne dass sie erfahren, dass Nicholas im Auftrag von Knives in die Gruppe eingeschleust wurde.
Auf der weiteren Reise wird die Gruppe mit Vashs und Wolfwoods vergangenen Begegnungen konfrontiert. Wolfwood wuchs in einem Waisenhaus auf, bis er für medizinische Experimente von dort abgeholt wurde, wie es zuvor bereits anderen geschehen war. Er ist einer der Wenigen, der die verabreichten Drogen überlebt und übermenschliche Kräfte erhalten haben. Dies fand alles im Auftrag von Knives statt und Wolfwood und andere Ergebnisse der Versuche kamen in seine Dienste – und werden nun gegen Vash eingesetzt. So kommt es unter anderem zu Kämpfen auf einem Sanddampfer auf der Fahrt zur Stadt July, in die neben Knives' Kämpfern auch Banditen verwickelt sind. Infolgedessen muss Wolfwood das Waisenhaus vor der Zerstörung retten, nachdem es Knives Kämpfer Legato Bluesummers erst in Gefahr gebracht hat. Danach erinnert sich Vash daran, wie er mit Knives auf den Raumschiffen aufgewachsen ist, wie die Menschen Luida und Brad sie dort aufgezogen haben, obwohl die beiden ihnen zugleich Angst gemacht haben, und dass die junge Frau Rem Saverem wie eine Mutter für sie war, bis sie beim von Knives verursachten Absturz ums Leben kam. Knives will alle Menschen töten, da sie die Plants nur ausnutzen, und den Planeten mit Plants besiedeln. Seit dem Absturz sind die Brüder verfeindet, wobei Vash es nicht über sich bringt, Knives zu töten. Als Vash aus seinen Erinnerungen erwacht, ist er im Raumschiff, in dem Luida und Brad leben. Meryl und Roberto sehen hier erstmals Pflanzen, die hier gehalten werden und mit denen Luida und Brad den Planeten lebensfreundlicher machen wollen.
Da werden die beiden Journalisten entführt und zu Knives Hauptquartier in July gebracht. Dort lernen sie Knives Wissenschaftler Bill Conrad kennen, der an der Weiterentwicklung der Menschheit forscht, damit sie auf diesem feindseligen Planeten überleben kann. Doch seine bisherigen Versuche, zu denen auch Wolfwood gehörte, waren nicht erfolgreich. Vash und Wolfwood dringen in die Basis ein und es kommt zum Kampf, bei dem Roberto tödlich verletzt wird und Knives Vash überwältigt. Im Labor von Conrad dringt Knives in Vashs Geist ein, um auf seine besondere Fähigkeit, das „Gate“ zugreifen zu können. Durch die Manipulation seiner Erinnerungen gelingt Knives die Synchronisation mit Vash und der Zugriff auf die Quelle der Energie aller Plants, den „Core“, in einer anderen Dimension. So will er alle Plants zu Independents, wie er und Vash, machen. Doch Vash kann sich aus Knives' Kontrolle befreien. So kämpfen beide um den Core, während Wolfwood Meryl in Sicherheit bringt. Vash schießt den Core in den Weltraum und Knives kommt beim Versuch um, ihn einzufangen. Als Vash danach in July einschlägt, zerstört er die Stadt.

## Produktion und Veröffentlichung
Das Konzept der Serie entwarfen Shin Okashima, Tatsurō Inamoto und Yoshihisa Ueda, die gemeinsam auch das Drehbuch schrieben. Regie führte Kenji Mutō und die Serie entstand bei Studio Orange. Das Charakterdesign entwarfen Akiko Satō, Kōdai Watanabe, Soji Ninomiya, Takahiko Abiru, Tetsurō Moronuki und Yumihiko Amano. Für die künstlerische Leitung war Yūji Kaneko verantwortlich. Die Kameraführung lag bei Ryūdai Koshida und Takashi Aoki. Produzent war Kiyotaka Waki.
Der Anime wurde erstmals im Juni 2022 von Vermarkter Tōhō angekündigt. Die 12 Folgen mit je 23 Minuten Laufzeit wurden vom 7. Januar bis 25. März 2023 bei TV Tokyo. Später erfolgte eine internationale Veröffentlichung auf der Streaming-Plattform Crunchyroll, unter anderem mit englischer und deutscher Synchronisation. 
Die erste Staffel der Anime-Serie  wurde in Deutschland am 24. November 2024 auf DVD und Blu-ray veröffentlicht. Die Komplett-Edition enthält alle 12 Episoden der Serie, die ursprünglich zwischen Januar und März 2023 in Japan ausgestrahlt wurden.
Die deutsche Veröffentlichung umfasst sowohl die japanische Originalfassung mit Untertiteln als auch die deutsche Synchronisation. Zusätzlich zu den Episoden enthält die Blu-ray-Edition exklusives Bonusmaterial, darunter Interviews mit den Machern der Serie, Concept Art und Making-of-Videos. Die DVD-Edition ist ebenfalls erhältlich, bietet jedoch eine standardisierte Bildauflösung im Vergleich zur Blu-ray.

### Synchronisation
Die deutsche Synchronfassung entstand bei Postperfect GmbH unter der Regie von Kristina Frick und nach einem Dialogbuch von Cora Mainz.
| Rolle                | japanischer Sprecher (Seiyū) | deutscher Sprecher |
| -------------------- | ---------------------------- | ------------------ |
| Vash the Stampede    | Yoshitsugu Matsuoka          | Rajko Geith        |
| Meryl Stryfe         | Sakura Andō                  | Julia Bautz        |
| Roberto de Niro      | Kenji Matsuda                | Karim Khawatmi     |
| Nicholas D. Wolfwood | Yoshimasa Hosoya             | Lucas Wecker       |
| Rem Saverem          | Maaya Sakamoto               |                    |
| Millions Knives      | Junya Ikeda                  | Heiko Akrap        |

### Musik
Die Musik der Serie wurde komponiert von Tatsuya Katō. Das Vorspannlied ist Tombi von Kvi Baba und der Abspanntitel ist Hoshi no Kuzu α von Salyu and Haruka Nakamura.